# Bargirl

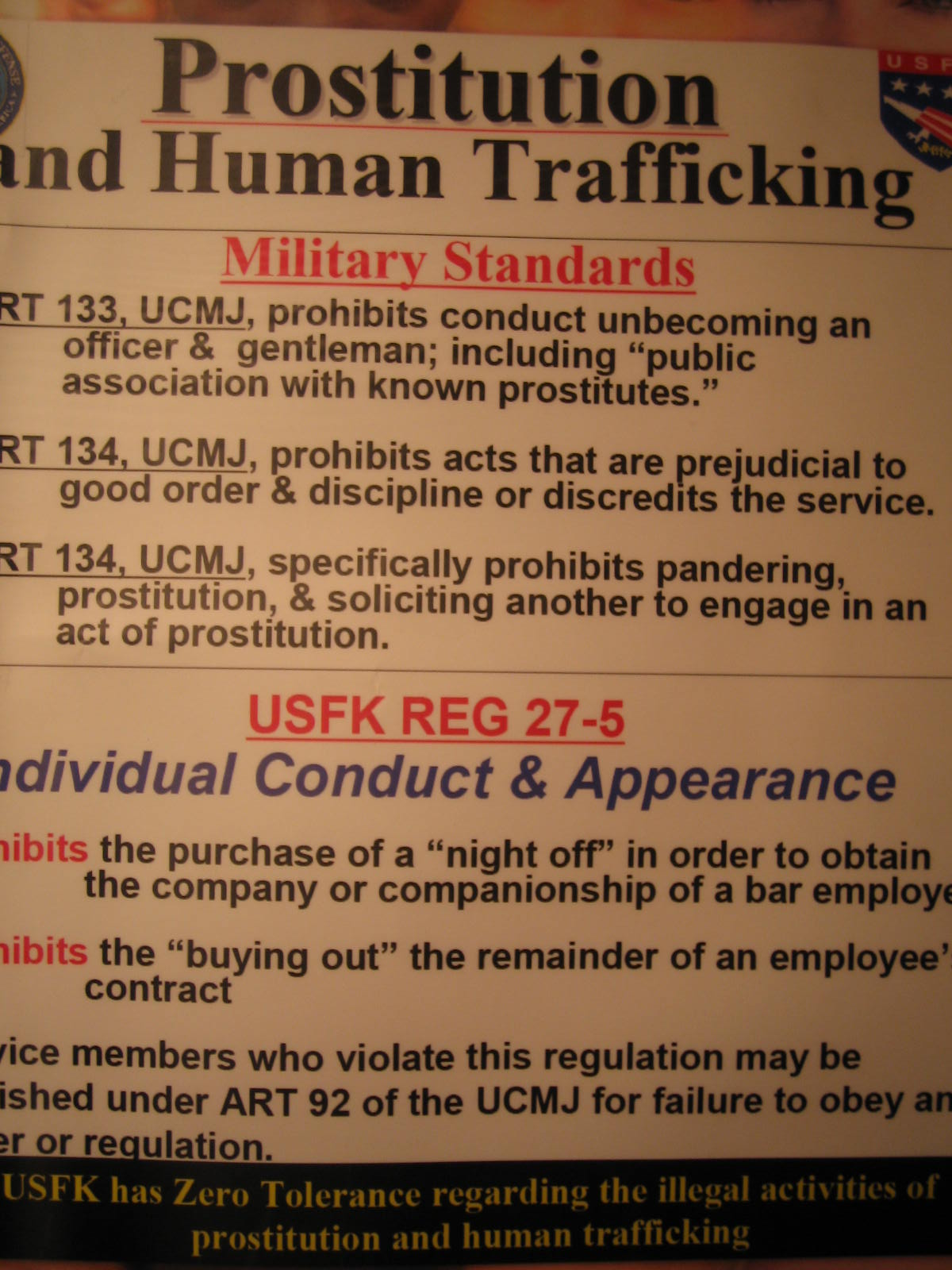
Một áp phích của Lực lượng Hoa Kỳ tại Hàn Quốc, cảnh báo các binh sĩ không tham gia bán dâm hoặc mua "phí quán bar", ở đây được gọi là "đêm nghỉ".

Một bargirl hay tiếp viên quán bar là một người phụ nữ được trả tiền để giải trí khách hàng quen trong một quán bar theo một cách riêng biệt hoặc trong một số trường hợp, như một người biểu diễn. Bản chất chính xác của giải trí rất khác nhau từ nơi này đến nơi khác; tùy thuộc vào địa điểm, đây có thể là giải trí cá nhân, từ trò chuyện nhẹ nhàng đến các dịch vụ tình dục, hoặc giải trí công cộng nhiều hơn dưới hình thức nhảy múa hoặc múa thoát y. Các biến thể trong thuật ngữ này bao gồm "B-girl", "tiếp viên", " cô gái ngon ngọt " và " nhân viên quan hệ khách ".
Bargirl làm việc trong nhiều loại quán bar khác nhau trên khắp thế giới, bao gồm các câu lạc bộ thoát y và quán bar thường xuyên ở Mỹ, quán bar tiếp viên ở Đông Á, quán bar go-go và "quán bia" ở Đông Nam Á, quán bar khiêu vũ ở Ấn Độ và boliches ở Argentina.
Không nên nhầm lẫn với người người pha chế, người phục vụ đồ uống trong quán bar nhưng không được mong đợi để giải trí cá nhân hoặc khiêu vũ.

## Các hình thức giải trí được cung cấp
Ở Mỹ, "B-girl" (viết tắt của "bar girl") thường được hiểu là một người phụ nữ được trả tiền để trò chuyện với khách hàng nam và khuyến khích họ mua đồ uống của cô ấy. B-girl thường được phục vụ đồ uống có nước hoặc không cồn để giảm thiểu cả tác động của rượu và chi phí cho quán bar. Những B-girl được thuê bởi các quán bar ở Mỹ trong những năm 1940 và 1950. Trong hồi ký của mình, Maya Angelou mô tả làm việc như một B-girl trong một câu lạc bộ thoát y ở San Francisco vào những năm 1950.
Ngoài việc giải trí cho khách hàng cá nhân, các cuộc đua ở một số địa điểm (như câu lạc bộ thoát y ở Hoa Kỳ, hoặc quán bar ở châu Á) dự kiến sẽ nhảy trên sân khấu, thường là trong trang phục sơ sài như bikini, bán khỏa thân hoặc khỏa thân. 

## Các phương thức thanh toán
Bargirl thường nhận được hoa hồng cho đồ uống được mua bởi khách hàng của họ. Nếu được áp dụng, họ có thể nhận được một tỷ lệ phần trăm phí hộ tống hoặc tiền phạt thanh toán của bất kỳ khách hàng nào muốn đưa họ ra khỏi quán bar. Trong các trường hợp khác, họ có thể có một hạn ngạch định kỳ của đồ uống hoặc tiền phạt quán bar, hoặc cả hai.

## Gái mại dâm
Một số người buôn bán cũng hoạt động như gái mại dâm, tại chỗ (với quán bar hoạt động hiệu quả như một nhà thổ) hoặc bằng cách được thuê khi thanh toán tiền phạt. Thực tế này đặc biệt phổ biến ở châu Á. Ở Hàn Quốc, "những quán bar ngon ngọt" gần cổng căn cứ quân sự Hoa Kỳ cung cấp gái mại dâm cho binh lính.
Trong đó các bargirl hoạt động như gái mại dâm với mô hình rất khác nhau. Một số tìm cách có càng nhiều khách hàng càng tốt trong một ngày nhất định; những người phụ nữ này thường chỉ nhận khách hàng "thời gian ngắn". Những người khác được lựa chọn nhiều hơn và chỉ chấp nhận một khách hàng mỗi ngày, đưa khách hàng "lâu năm" qua đêm hoặc thậm chí trong vài ngày. 

### Phí quán bar
"Phí quán bar" là khoản thanh toán của khách hàng đối với người điều hành quán bar cho phép vũ công, tiếp viên hoặc một số nhân viên khác của quán đó nghỉ việc sớm, thường là để đi cùng khách hàng bên ngoài quán bar. Mặc dù nó không phổ biến, nhưng thông lệ này thường được kết hợp với các địa điểm cung cấp mại dâm cho người nước ngoài, đặc biệt là ở các nước Đông Nam Á như Thái Lan  và Philippines.

### Điều kiện làm việc
Điều kiện làm việc khác nhau cả giữa và trong nước; ngay cả trong từng quốc gia, điều kiện có thể khác nhau giữa các địa điểm. Ví dụ, có sự khác biệt đáng kể giữa các cơ sở ở khu đèn đỏ của Thái Lan ở Pattaya. Một số quán bar tuyển dụng những phụ nữ được trả lương tương đối tốt sống ngoài quán bar, trong khi những người khác thuê những phụ nữ được trả lương thấp hơn sống tại quán bar. 

### Vấn đề pháp lý
Ở một số nước mại dâm được coi là một tội phạm nghiêm trọng; ở Philippines, nó được bảo vệ bởi Đạo luật chống buôn bán người năm 2003. Ở Thái Lan, và ở nhiều quốc gia khác, nơi mại dâm tốt là phổ biến, nó là bất hợp pháp về mặt kỹ thuật nhưng được dung thứ rộng rãi.
Bộ luật Tư pháp quân sự thống nhất cấm nhân viên quân đội Mỹ mua tiền phạt thanh, đây là hành vi phạm tội được coi là tương đương với việc mua dịch vụ của gái mại dâm. 

## "Hoạt động của B-girl" tại Mỹ
Hoạt động B-girl đã giảm ở Mỹ  (nhiều đến nỗi nữ breakdancer giờ đây đề cập đến bản thân như B-girl), nhưng nó vẫn xảy ra. Bởi vì mại dâm là bất hợp pháp ở hầu hết các khu vực của Hoa Kỳ và bị hạn chế ở các nhà thổ được cấp phép ở những khu vực đó ở Nevada, nơi đó là hợp pháp, các B-girl làm gái mại dâm đang vi phạm pháp luật. Việc chấp nhận đồ uống để trả tiền được đặc biệt đặt ra ngoài vòng pháp luật ở nhiều địa phương.
Các quán bar đã bị đột kích và đóng cửa vì "hoạt động của B-girl". Trong một trường hợp năm 1962, chủ sở hữu hộp đêm bị nghi ngờ có quan hệ với một tập đoàn tội phạm ở Chicago đã được đưa ra trước Ủy ban Rackets Thượng viện. Tờ Boston Globe báo cáo rằng "một trong những chiếc vợt của tổ chức, theo lời khai, là hoạt động của các hộp đêm giá rẻ sử dụng các B-girl để thu hút đồ uống có pha chế với giá cao từ khách hàng, hoặc thậm chí tham gia bán dâm với họ." 
Nó đã từng là phổ biến cho các B-girl ăn mặc khiêm tốn để giả làm thư ký đã dừng lại ở quán bar để uống nước trên đường đi làm về. Khách hàng nam, theo ấn tượng rằng anh ta đã tìm thấy một "cuộc hẹn hò" vào buổi tối, sẽ mua cho cô ấy một thức uống đắt tiền khác, sau đó chỉ bị phụ tình.
Vào năm 2014, các quan chức thành phố ở Kenner, Louisiana, nơi hành nghề này là bất hợp pháp, đã thay thế từ "B-girl" bằng "B-drinker" trong luật rượu của họ để tránh phân biệt đối xử về giới.

### Trong văn hóa đại chúng
Marilyn Monroe đã được đề cử giải Quả cầu vàng cho vai diễn B-girl trong Bus Stop (1956). Trong phim, nhân vật của Monroe, Chérie đã uống bốn tách trà trước khi bạn đồng hành của cô bắt kịp.
Các B-girl được tham chiếu trong phần thứ tư M * A * S * H "Deluge". 